# Reguły
Reguły (prononciation : [rɛˈɡuwɨ]) est un village polonais de la gmina de Michałowice dans le powiat de Pruszków de la voïvodie de Mazovie dans le centre-est de la Pologne.
Il se situe à environ 5 kilomètres à l'est de Pruszków (siège du powiat) et à 11 kilomètres au sud-ouest de Varsovie (capitale de la Pologne).
Le village compte approximativement une population de 1569 habitants en 2011. En 2013 la population augmente a presque 1800 habitants.

## Histoire
De 1975 à 1998, le village appartenait administrativement à la voïvodie de Varsovie.